# Strzelectwo na Letnich Igrzyskach Olimpijskich 1912

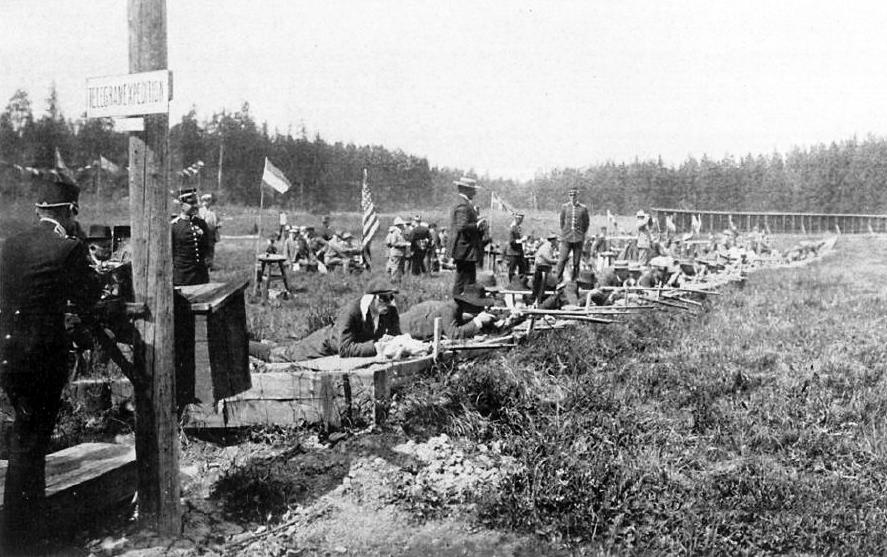
Zawody strzeleckie podczas Letnich Igrzysk Olimpijskich 1912 odbywające się we wiosce Kaknäs.

Strzelectwo na Letnich Igrzyskach Olimpijskich 1912 w Sztokholmie zostało rozegrane w dniach od 29 czerwca do 4 lipca we wiosce Kaknäs i na obiekcie Råsunda (późniejszy stadion). Udział wzięło 284 strzelców z 16 państw świata. Tabelę medalową wygrali Szwedzi z dorobkiem 17 medali (w tym siedem medali złotych), na drugim miejscu w tabeli medalowej znaleźli się strzelcy reprezentujący Stany Zjednoczone z dorobkiem 14 medali (również siedem złotych medali).

## Medaliści
| Konkurencja                                              | | | |
| Pistolet pojedynkowy, 30 m                               | Alfred Lane                                                                                                | Paul Palén                                                                                               | Johan Hübner von Holst |
| Pistolet dowolny, 50 m                                   | Alfred Lane                                                                                                | Peter Dolfen                                                                                             | Charles Stewart |
| Pistolet pojedynkowy, 30 m, drużynowo                    | Szwecja Vilhelm Carlberg Eric Carlberg Johan Hübner von Holst Paul Palén                                   | Rosja Amos Kasz Nikołaj Mielnicki Gieorgij Pantielejmonow Pawieł Wojłosznikow                            | Wielka Brytania Hugh Durant Albert Kempster Charles Stewart Horatio Poulter                                                                              |
| Pistolet dowolny, 50 m, drużynowo                        | Stany Zjednoczone Alfred Lane Harry Sears Peter Dolfen John Dietz                                          | Szwecja Erik Boström Eric Carlberg Vilhelm Carlberg Georg de Laval                                       | Wielka Brytania Hugh Durant Albert Kempster Charles Stewart Horatio Poulter                                                                              |
| Karabin wojskowy, trzy postawy, 300 m                    | Sándor Prokopp                                                                                             | Carl Osburn                                                                                              | Engebret Skogen |
| Karabin dowolny, trzy postawy, 300 m                     | Paul Colas                                                                                                 | Lars Jørgen Madsen                                                                                       | Niels Larsen |
| Karabin wojskowy, dowolna postawa, 600 m                 | Paul Colas                                                                                                 | Carl Osburn                                                                                              | John Jackson |
| Karabin wojskowy, drużynowo                              | Stany Zjednoczone Cornelius Burdette Allan Briggs Harry Adams John Jackson Carl Osburn Warren Sprout       | Wielka Brytania Henry Burr Arthur Fulton Harcourt Ommundsen Edward Parnell James Reid Edward Skilton     | Szwecja Carl Björkman Tönnes Björkman Mauritz Eriksson Werner Jernström Hugo Johansson Bernhard Larsson                                                  |
| Karabin dowolny, trzy postawy, 300 m, drużynowo          | Szwecja Carl Björkman Erik Blomqvist Mauritz Eriksson Hugo Johansson Gustaf Adolf Jonsson Bernhard Larsson | Norwegia Albert Helgerud Einar Liberg Østen Østensen Olaf Sæther Ole Sæther Gudbrand Skatteboe           | Dania Niels Andersen Jens Hajslund Laurits Larsen Niels Larsen Lars Jørgen Madsen Ole Olsen                                                              |
| Karabin małokalibrowy, znikająca tarcza, 25 m            | Vilhelm Carlberg                                                                                           | Johan Hübner von Holst                                                                                   | Gideon Ericsson |
| Karabin małokalibrowy, dowolna postawa, 50 m             | Frederick Hird                                                                                             | William Milne                                                                                            | Harold Burt |
| Karabin małokalibrowy, znikająca tarcza, 25 m, drużynowo | Szwecja Gustaf Boivie Eric Carlberg Vilhelm Carlberg Johan Hübner von Holst                                | Wielka Brytania William Milne Joseph Pepé William Pimm William Styles                                    | Stany Zjednoczone Frederick Hird William Leushner William McDonnell Warren Sprout                                                                        |
| Karabin małokalibrowy leżąc, 50 m, drużynowo             | Wielka Brytania Edward Lessimore Robert Murray Joseph Pepé William Pimm                                    | Szwecja Eric Carlberg Vilhelm Carlberg Arthur Nordenswan Ruben Örtegren                                  | Stany Zjednoczone Frederick Hird William Leushner Carl Osburn Warren Sprout                                                                              |
| Trap                                                     | James Graham                                                                                               | Alfred Goeldel-Bronikoven                                                                                | Haralds Blaus |
| Trap, drużynowo                                          | Stany Zjednoczone Charles Billings Edward Gleason James Graham Frank Hall John Hendrickson Ralph Spotts    | Wielka Brytania John Butt William Grosvenor Harry Humby Alexander Maunder Charles Palmer George Whitaker | Ces. Niemieckie Alfred Goeldel-Bronikoven Horst Goeldel-Bronikoven Erland Koch Albert Preuß Erich von Bernstorff-Gyldensteen Franz von Zedlitz und Leipe |
| Runda pojedyncza do sylwetki jelenia                     | Alfred Swahn                                                                                               | Åke Lundeberg                                                                                            | Nestori Toivonen |
| Runda podwójna do sylwetki jelenia                       | Åke Lundeberg                                                                                              | Edward Benedicks                                                                                         | Oscar Swahn |
| Runda pojedyncza do sylwetki jelenia, drużynowo          | Szwecja Per-Olof Arvidsson Åke Lundeberg Alfred Swahn Oscar Swahn                                          | Stany Zjednoczone William Leushner William Libbey William McDonnell Walter Winans                        | Finlandia Axel Londen Ernst Rosenqvist Nestori Toivonen Iivo Väänänen                                                                                    |

### Tabela medalowa zawodów
| Lp. | Państwo              |   |   |   | Łącznie |
| 1   | Szwecja              | 7 | 6 | 4 | 17      |
| 2   | Stany Zjednoczone    | 7 | 4 | 3 | 14      |
| 3   | Francja              | 2 | 0 | 0 | 2       |
| 4   | Wielka Brytania      | 1 | 4 | 4 | 9       |
| 5   | Węgry                | 1 | 0 | 0 | 1       |
| 6   | Dania                | 0 | 1 | 2 | 3       |
| 7   | Cesarstwo Niemieckie | 0 | 1 | 1 | 2       |
| 7   | Norwegia             | 0 | 1 | 1 | 2       |
| 7   | Imperium Rosyjskie   | 0 | 1 | 1 | 2       |
| 8   | Wlk. Ks. Finlandii   | 0 | 0 | 1 | 1       |